# 皮涅爾
皮涅爾（葡萄牙語：Pinhel，葡萄牙語發音：[piˈɲɛɫ]）是位於葡萄牙中北部中部大區的一個城市。面積484.5 km²，人口有10,436人。市內有眾多遺跡。

## 外部連結
- Municipality official website （页面存档备份，存于）
- Photos from Pinhel （页面存档备份，存于）